# Districtul Sikao
Sikao (în thailandeză สิเกา) este un district (Amphoe) din provincia Trang, Thailanda, cu o populație de 34.486 de locuitori și o suprafață de 524,0 km².

## Componență
Districtul este subdivizat în 5 subdistricte (tambon), care sunt subdivizate în 40 de sate (muban).
| Nr. | Nume           | În thailandeză | Sate | Locuitori |  |
| --- | -------------- | -------------- | ---- | --------- |  |
| 1.  | Bo Hin         | บ่อหิน           | 9    | 7,780     |  |
| 2.  | Khao Mai Kaeo  | เขาไม้แก้ว       | 9    | 5,961     |  |
| 3.  | Kalase         | กะลาเส         | 8    | 7,611     |  |
| 4.  | Mai Fat        | ไม้ฝาด          | 7    | 8,296     |  |
| 5.  | Na Mueang Phet | นาเมืองเพชร     | 7    | 4,838     |  |

|| 
|}